# Stock (geologia)
In geologia, uno stock è un corpo intrusivo discordante, con un'estensione areale minore di 100 km² composto da rocce che vanno da peridotiti (rocce ultramafiche) a graniti.
Le tipologie di stock sono due:
1. di subsidenza: si formano lungo margini continentali attivi, associati ad ash-flow e le rocce che lo costituiscono sono dioriti, granodioriti, graniti calcalcalini.
2. alcalini: si formano in aree continentali e rift valley e le rocce che lo costituiscono sono peridotite, sieniti nefeliniche, gabbri.

Tutti i movimenti del magma e delle rocce incassanti sono il risultato di spinte di galleggiamento, dovute alla differenza di densità.

## Caratteristiche degli stock di subsidenza
Sono delle fratture a forma di anello e continue verticalmente, che limitano la caldera. La caldera ha il tetto alla base del blocco subsidente e la base formata da rocce che si muovono forzatamente verso la camera magmatica.
Il meccanismo di formazione degli stock è come quello delle batoliti ed è chiamato "diapiric doming". Vi sono due meccanismi di formazione: uno detto venting stocks,il quale è collegato alla superficie ed è riconoscibile poiché la subsidenza calderica è associata ad eruzione di ash-flow; e l'altro detto non-venting stocks, in cui vi è un network di vene idrotermali ed intensi fenomeni di interazione fluido-roccia nelle parti apicali degli stock (motivo per cui è difficile riconoscere la subsidenza). I venting stocks hanno una forma tipicamente circolare/ovoidale in sezione orizzontale, contatti laterali sub-verticali, contatti sub-orizzontali al tetto e alla base, contatti fortemente discordanti tra stock e roccia incassante. Un esempio di stock di subsidenza si trova nel Parco di Yellowstone.

## Caratteristiche degli stock alcalini
I magmi genitori possono avere densità superiore o inferiore rispetto alla roccia incassante, motivo per cui le spinte di galleggiamento in questo tipo di stock sono superflue.
I magmi, sia mafici che ultramafici, hanno la T di messa in posto così alta da provocare la fusione parziale della roccia incassante. Il tetto degli stock alcalini è visibile in superficie, mentre la base non è visibile neanche attraverso metodi geofisici (ciò dimostra che vi è una notevole continuità verticale).
La zona di contatto con la roccia incassante mostra un'intensa deformazione di tipo plastico.
Il principale meccanismo di messa in posto è lo stoping (ossia erosione, distacco ed assimilazione di blocchi d'incassante al tetto del batolite), che permette la fusione della roccia incassante da parte del magma reomorfico. Evidenti sono il layering (zonazione di determinati minerali in livelli) e la foliazione all'interno dello stock.
| Controllo di autorità | LCCN (EN) sh85128232 · J9U (EN, HE) 987007536299205171 |